# Distrito de Chita (Aichi)
El distrito de Chita (知多郡 Chita-gun?) es un distrito localizado en la prefectura de Aichi, Japón. En octubre de 2019 tenía una población estimada de 160.542 habitantes y una densidad de población de 968 personas por km². Su área total es de 165,89 km².

## Localidades
- Agui
- Higashiura
- Mihama
- Minamichita
- Taketoyo